# Andō Chikasue
Andō Chikasue (安東 愛季, 1539-2 octobre 1587) est un daimyo de l'époque Sengoku. Forte personnalité de la moitié nord de la province de Dewa, il est fils d'Andō Kiyosue.
Chikasue réunit la famille Ando qui s'était séparée. Il obtient quelques mines et dirige le port d'Akita directement. Il meurt cependant de maladie juste avant l'unification de la moitié nord de la province de Dewa,.

## Source de la traduction
- (en) Cet article est partiellement ou en totalité issu de l’article de Wikipédia en anglais intitulé « Andō Chikasue » (voir la liste des auteurs).